# Ahmad Usman
Ahmad Muhammad Ibrahim Usman (arab. أحمد محمد إبراهيم عثمان; ur. 25 lutego 1989) – egipski zapaśnik walczący w obu stylach. Olimpijczyk z Rio de Janeiro 2016, gdzie zajął czternaste miejsce w kategorii 85 kg.
Zajął 31. miejsce na mistrzostwach świata w 2017. Triumfator igrzysk afrykańskich w 2015 i czwarty w 2003. Złoty medalista mistrzostw Afryki w 2014, 2015, 2016 i 2017. Mistrz arabski w 2012 i 2014. Siódmy na igrzyskach wojskowych w 2015. Zdobył brązowy medal na igrzyskach śródziemnomorskich w 2013. Mistrz Afryki juniorów w 2009.